# Exolontha castanea
Exolontha castanea är en skalbaggsart som beskrevs av Zhang 1965. Exolontha castanea ingår i släktet Exolontha och familjen Melolonthidae. Inga underarter finns listade i Catalogue of Life.